# Harm Jans
Harm Jans (Meppel, 1 april 1890 – Groningen, 28 augustus 1962) was een Nederlands politicus. 
Hij werd geboren als zoon van Jurjen Jans (1865-1939, timmerman) en Geertje Ruine (1870-1959). Hij was eerste ambtenaar ter secretarie in Zuidwolde voor hij eind 1938 J.A. Uilenberg opvolgde als gemeentesecretaris van die gemeente. Na de bevrijding in 1945 werd Jans daar waarnemend burgemeester en later dat jaar volgde zijn benoeming tot burgemeester van Zuidwolde. Hij ging in 1955 met pensioen en overleed in 1962 op 72-jarige leeftijd. 
In Zuidwolde werd naar hem de 'Burgemeester Jansstraat' vernoemd. 